# Homo-Homini-Preis
Der Homo-Homini-Preis wird seit 1994 jährlich im Frühjahr in Prag von der größten tschechischen Nichtregierungsorganisation Člověk v tísni (Mensch in Not) vergeben. Diese 1992 gegründeten Organisation ist in mehr als 40 Ländern mit den Schwerpunkten humanitäre und Entwicklungshilfe und Unterstützung der Menschenrechte aktiv. Der Preis wird für hervorragende Verdienste für die Menschenrechte, Demokratie und die gewaltfreie Lösung politischer Konflikte vergeben und wurde bis zu seinem Tod von dem früheren Dissidenten und Präsidenten Václav Havel persönlich überreicht.

## Preisträger
Nachfolgende Personen wurden  mit dem Homo-Homini-Preis ausgezeichnet:
- 1994 erhielt Sergei Adamowitsch Kowaljow, russischer Politiker, Menschenrechtler und Dissident den Preis für die maßgebliche Mobilisierung der öffentlichen Opposition gegen den Ersten Tschetschenienkrieg. Er war von 1990 bis 2003 Parlamentsabgeordneter und von 1993 bis 1995 Vorsitzender der Menschenrechtskommission im Kabinett des russischen Präsidenten.
- 1997 wurde Szeto Wah aus Hongkong ausgezeichnet.
- 1998 ging der Homo-Homini-Preis an Ibrahim Rugova, dem ehemaligen Präsidenten des Kosovo, für seine gewaltfreie Opposition gegenüber dem jugoslawischen Regime.
- 1999 wurde der Preis Oswaldo Payá verliehen, dem Vertreter der kubanischen christlichen Oppositionsbewegung und einer der Initiatoren des Varela-Projektes, einem Referendum für die gesetzliche Festschreibung von Menschenrechten und freien Wahlen.
- 2000 erhielt den Preis der myanmarische Studentenführer und politische Langzeitgefangene Min Ko Naing.
- 2001 ging der Preis an Zackie Achmat für seinen Einsatz für die Herabsetzung der Aidsarzneimittelpreise, um AIDS in den Ländern der Dritten Welt zu bekämpfen.
- 2002 erhielten den Preis drei vietnamesische Verteidiger der Menschenrechte: Thích Huyền Quang und Thích Quảng Độ, beide buddhistische Mönche, und Nguyễn Văn Lý, ein römisch-katholischer Priester.[2]
- 2003 wurde die serbische Menschenrechtsaktivistin Nataša Kandić mit dem Preis geehrt für die 1992 in Belgrad erfolgte Gründung des Fonds für humanitäres Recht, einer nichtstaatlichen Organisation für die Aufklärung und Erforschung von Kriegsverbrechen während des Jugoslawien-Krieges in den 1990er-Jahren.
- 2004 ging die Auszeichnung an Gheorghe Briceag, einen früheren Gefangenen des Sowjet-Gulags, Menschenrechtsaktivisten und Verteidiger anderer ehemaliger Gulag-Gefangener in Moldawien.
- 2005 wurde der belarussische Menschenrechtler Ales Bjaljazki für seine 1996 gegründete Organisation Wjasna zur Unterstützung politischer Gefangener und ihrer Familien ausgezeichnet.
- 2006 erhielt den Preis die Russin Swetlana Gannuschkina für ihr langjähriges Engagement in der Flüchtlingsorganisation.
- 2007 wurde der Preis den myanmarischen Aktivistinnen Su Su Nway, Phyu Phyu Thin und Nilar Thein verliehen. Su Su Nway und Phyu Phyu Thin sind Mitglieder der Nationalen Liga für Demokratie. Su Su Nway wandte sich als Erste 2004 gegen Zwangsarbeit. Phyu Phyu leitet eine Klinik in Rangoon zur Versorgung von AIDS-Patienten, die in öffentlichen Krankenhäusern abgewiesen wurden. Nilar Thein, Mitglied der Organisation 'Studenten der 88er-Generation', war 1991 und 1998 für ihre demokratischen Aktivitäten inhaftiert. Zuletzt, weil sie einen Polizisten schlug, der sich ihr während einer von ihr organisierten regierungsgegnerischen Demonstration in den Weg stellen wollte.
- 2008 erhielt der spätere Nobelpreisträger Liu Xiaobo und symbolisch mit ihm alle Unterzeichner der Charta 08 diesen Preis.
- 2009 wurden die iranischen Studentenführer Majid Tavakoli und Abdollah Momeni und mit ihnen symbolisch die iranische Studentenbewegung geehrt.
- 2010 ging die Auszeichnung an den lebenslang inhaftierten kirgisischen Menschenrechtsaktivisten Azimzhan Askarov.
- 2011 wurde der Preis verliehen an die Untergrundkoordinisationsgruppe syrischer Ärzte und medizinischer Mitarbeiter des Koordinationskomitees der Ärzte von Damaskus, Mitglied der Lokalen Koordinationskomitees.
- 2012 wurde dem aserbaidschanischen Menschenrechtsanwalt Intigam Aliyev für seinen persönlichen Mut und seine außergewöhnlichen Einsatz bei der Verteidigung Verfolgter der Preis verliehen. Intigam Aliyev hat dem Europäischen Gerichtshof für Menschenrechte fast 200 Verfahren vorgelegt. In zahlreichen Fällen betreffend Wahlrechte, Versammlungs- und Redefreiheit und des Rechts auf ein faires Gerichtsverfahren hat er obsiegt. Weiter hat er den wegen Teilnahme an friedlichen Protesten, Aufdeckung von Korruption und Veröffentlichung kritischer Artikel Verfolgten rechtlichen Beistand zukommen lassen.[1]
- 2013 wurde die Auszeichnung Sapijat Magomedowa, einer jungen Rechtsanwältin aus Dagestan zugesprochen.[3]
- 2014 erhielt die Auszeichnung Souad Nawfal, eine Lehrerin und Aktivistin, für ihre Ausdauer und Tapferkeit ungeachtet der eigenen Sicherheit in ihrem Kampf gegen die Unrechtstaten des Regimes des Präsidenten Baschar al-Assad und des sogenannten Islamischen Staates. Berühmt wurde sie im Sommer 2013 nach ihren täglichen Protesten während zweieinhalb Monaten gegen das Verhalten der syrischen ISIS. Ihr Kampf für Freiheit und Gerechtigkeit begann schon, als sie sich gegen die Unterdrückungen und Ungerechtigkeiten der Regierung Assad wandte. Sie half intern Vertriebenen und kämpfte auch weiter für Freiheit, nachdem sie entlassen worden war.
- 2015 ging der Homo-Homini-Preis an die elf in Kuba verbliebenen von 75 ehemalig inhaftierten Dissidenten, die aufgrund internationalen Drucks 2010 entlassen und unter Druck gesetzt worden waren, das Land zu verlassen. Geehrt wird ihr Kampf, ihrem Land die Demokratie zurückzugewinnen.[1]
- 2016 bekam das Komitee zur Verhinderung von Folter den Homo-Homini-Preis. Die russische Nichtregierungsorganisation setzt sich für die Opfer von Folter ein.[4]
- 2017 ging die Auszeichnung an die vietnamesische Bloggerin Phạm Đoan Trang.
- 2018 erhielt Francisca Ramírez den Preis. Sie ist Leiterin einer nicaraguanischen Demokratiebewegung.
- 2019 erhielt Buzurgmehr Yorov den Preis. Er ist ein tadschikischer Menschenrechtsanwalt, der zu einer langen Haftstrafe verurteilt wurde.
- 2020 ging die Auszeichnung an Marfa Rabkowa, Leanid Sudalenka, Tazzjana Lasiza und Andrej Tschapjuk, verhaftete Aktivisten von Wjasna.[5]
- 2021 wurde die ägyptische Anwältin Mahienour El-Massry ausgezeichnet.[6]
- 2022 erhielt der venezolanische Menschenrechtsaktivist Javier Tarazona den Homo-Homini-Preis.[7]
- 2023 erhielt Abzas Media den Preis, eine Antikorruptionsorganisation aus Aserbeidschan.[8]